# Musée de la Sculpture en plein air (Alcalá de Henares)
Le musée de la Sculpture en plein air d'Alcala de Henares (en espagnol : Museo de Escultura al Aire Libre de Alcalá de Henares) est une exposition permanente d'art contemporain à Alcalá de Henares en Espagne, créé à l'initiative du sculpteur José Noja.

## Histoire
Le musée est conçu en 1991 par le sculpteur José Noja et inauguré en août 1993.
En 1998, le centre d'Alcalá de Henares - et les sculptures qui le composent - est enregistré au patrimoine mondial de l'UNESCO,.

## Collection
La collection se compose de 58 sculptures à la fois d'art figuratif et abstrait, moderne et contemporain, d'œuvres d'artistes principalement espagnols, ainsi que latino-américains et européens. Les sculptures sont disposées en deux sections urbaines : le long de l'avenue Complutense (Via Complutense) et en bordure des murs de la vieille ville. Ce qui en fait la plus longue de sa catégorie de toute l'Europe, avec plus de deux kilomètres de long. Il y a des statues exposées d'artistes importants tels qu'Alberto Guzmán, José Lamiel, Pablo Serrano ou Úrculo, entre autres,,.

## Sculpteurs
La collection comprend des œuvres des sculpteurs suivants:
- Agar Blasco
- Aizkorbe
- Alberto Guzmán
- Amadeo Gabino
- Aurelio Teno
- Beatiz Kohn
- Berrutti
- Camín
- Carlos Evangelista
- Carlos García Muela
- Carlos Prada
- Carmen Castillo
- Carmen Perujo
- Cristóbal
- Elena Laverón
- Encarnación Hernández
- Enrique Ramos Guerra
- Ernesto Knörr
- Feliciano Hernández
- Fernando Suárez
- Ferreiro Badía
- Francisco Barón
- Gaudi Esté
- Gil Arévalo
- Isidro Blasco
- Javier Santxotena
- Javier Sauras
- Jesús Molina
- Joan Llacer
- Jorge Seguí
- Jorge Varas
- José Lamiel
- José Luis Pequeño
- José Luis Sánchez
- José Manuel Alberdi
- José Noja
- Lilianne Katsuki
- Lorenzo Frechilla
- Luis Caruncho
- María Carretero
- María Teresa Torras
- Máximo Trueba
- Miguel Moreno
- Nassio
- Noud de Wolf
- Pablo Serrano
- Rafael Barrios
- Rafael Muyor
- Ramiro Arango
- Ricardo Beleña
- Sebastián
- Teresa Eguibar
- Torres Guardia
- Úrculo
- Venancio Blanco
- Vicente Ortí
- Xabier Laka
- Xuxo Vázquez

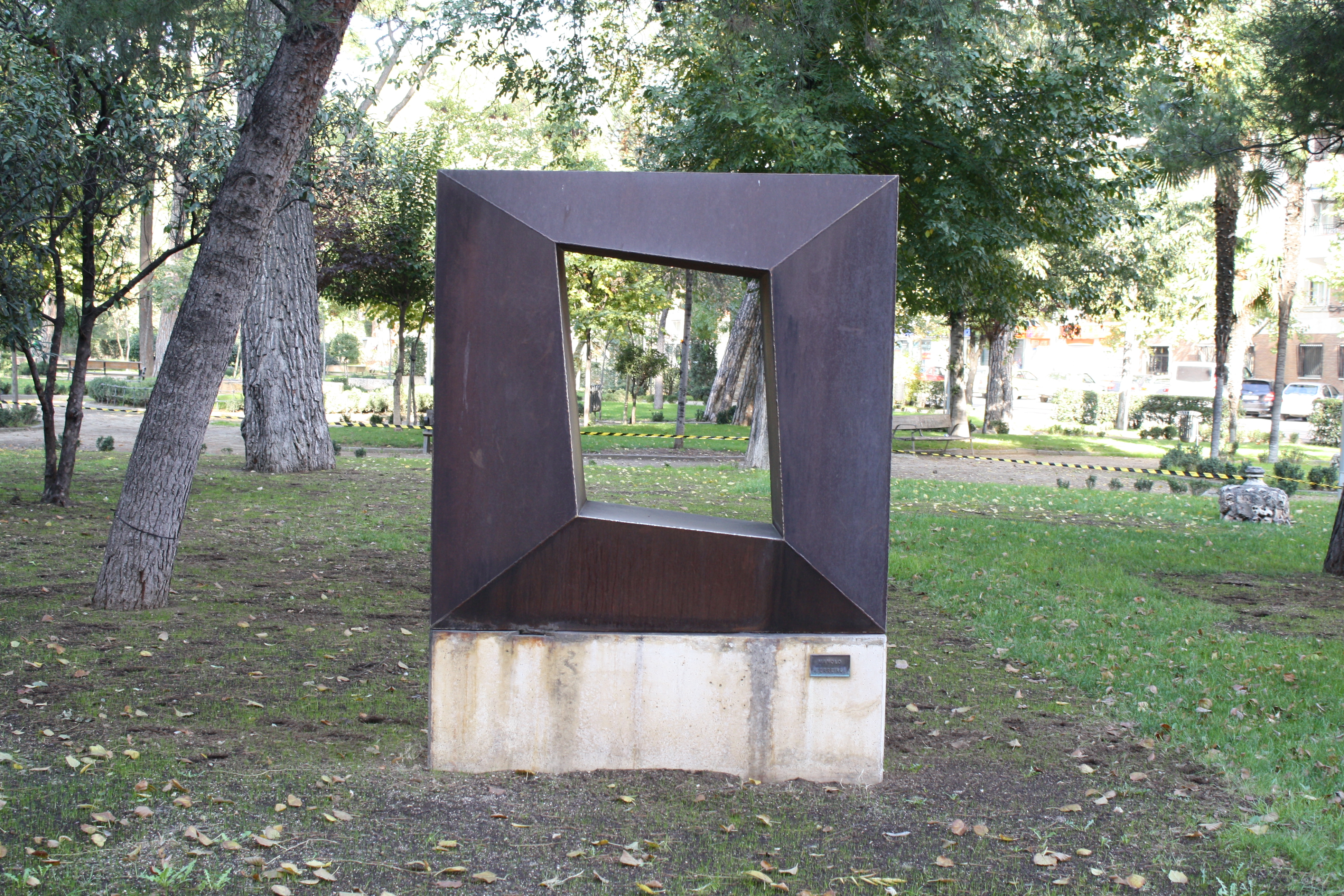
Sculpteur : Jorge Varas
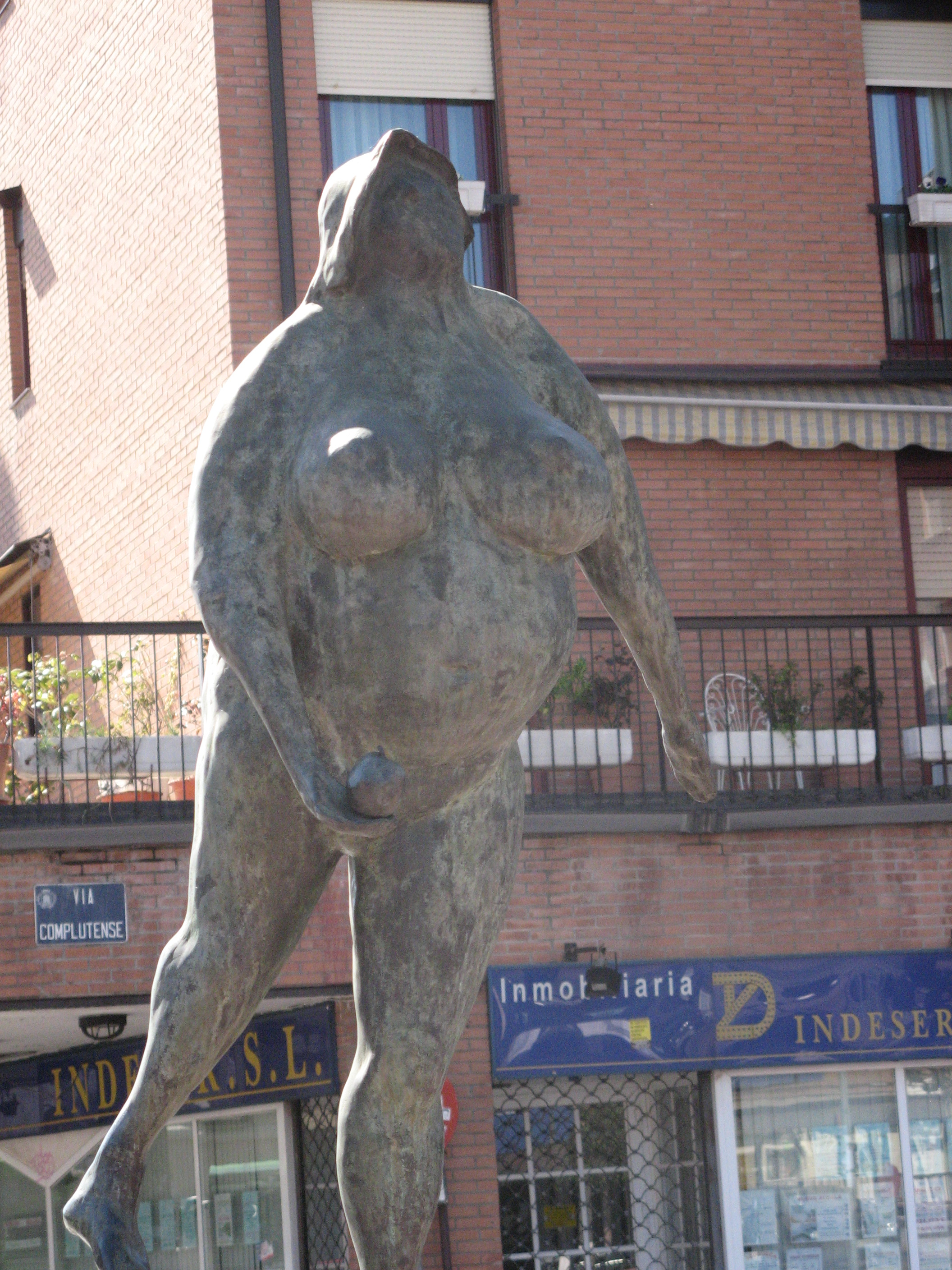
Sculpteur : Fernando Suárez
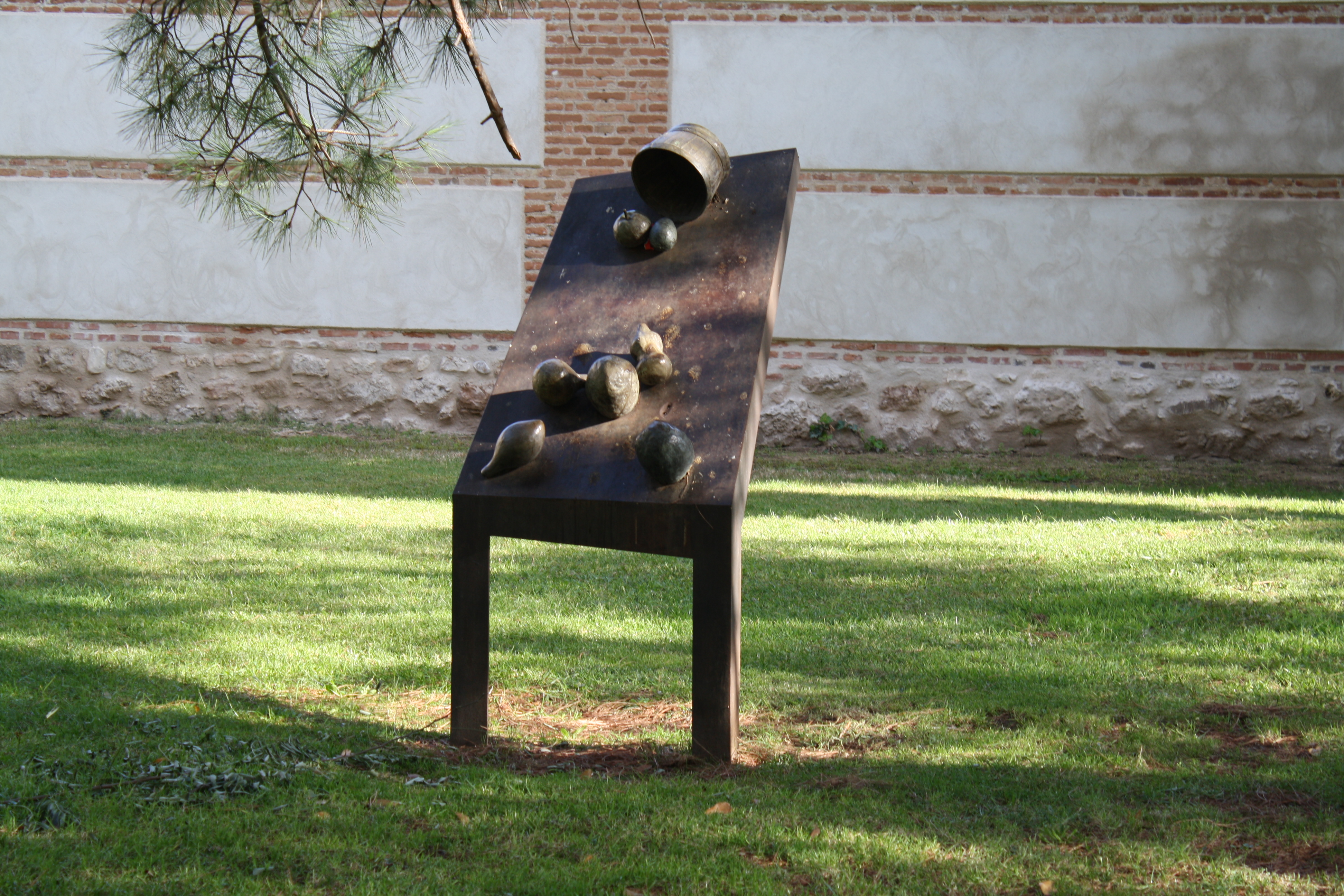
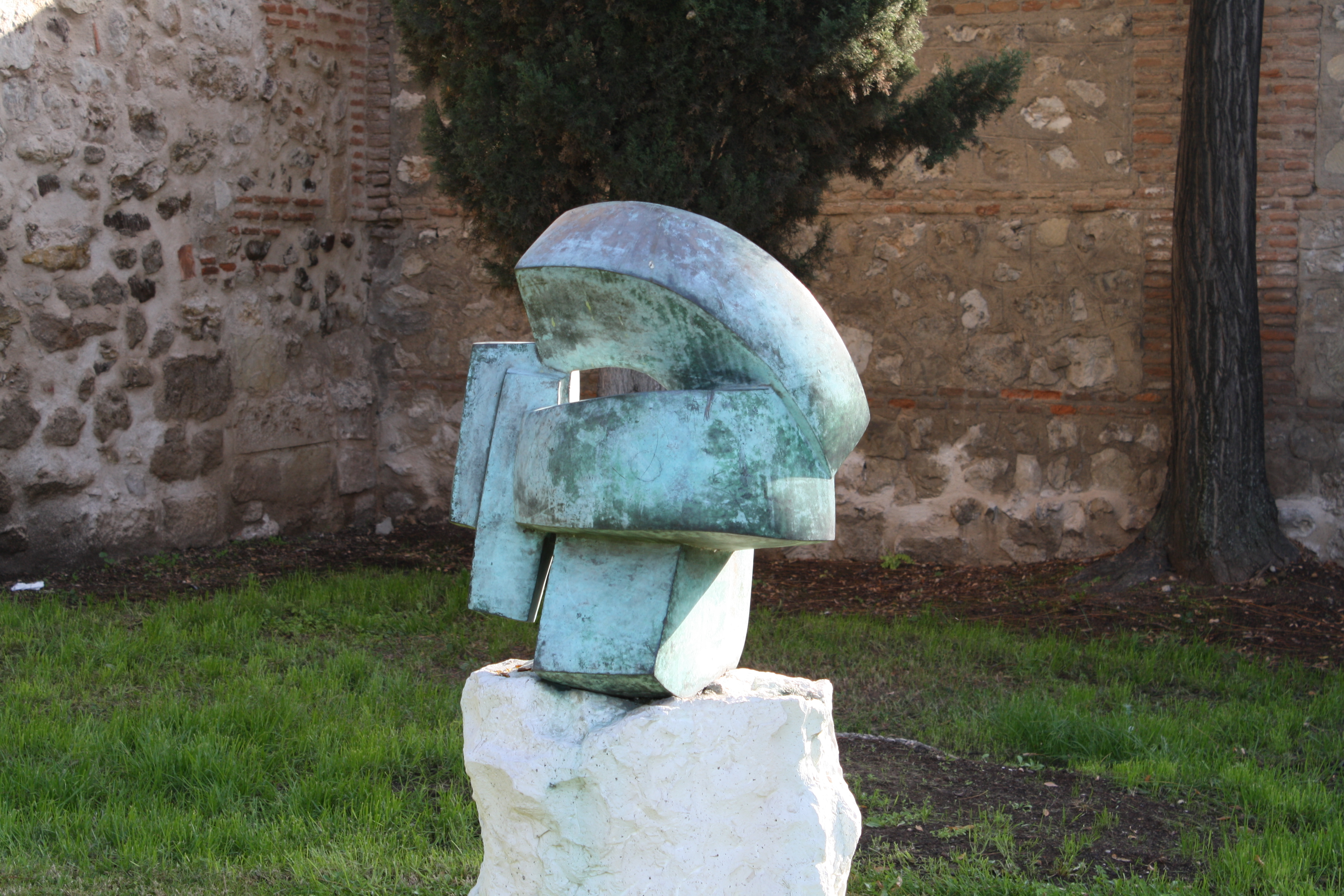
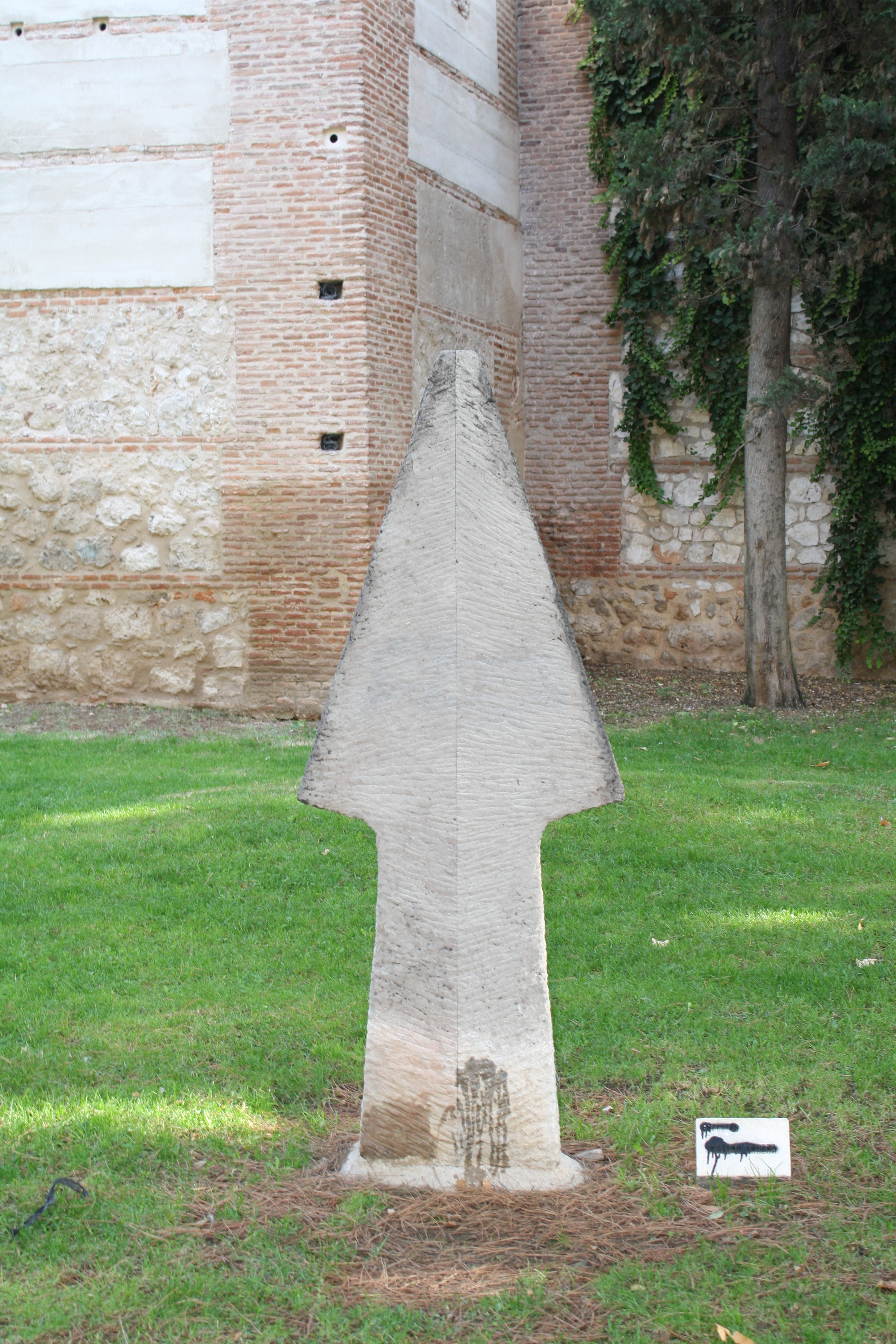
Sculpteur : Máximo Trueba
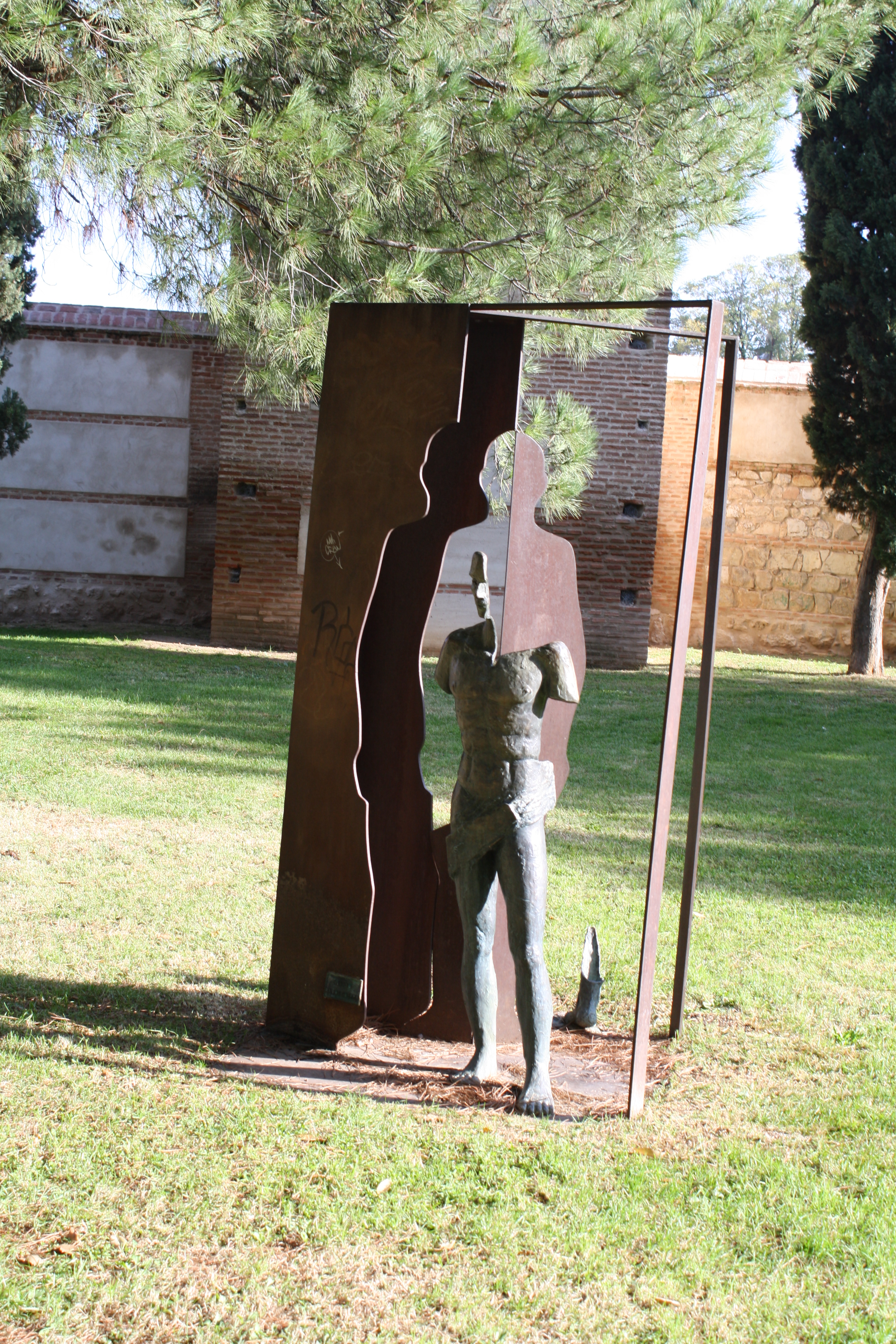
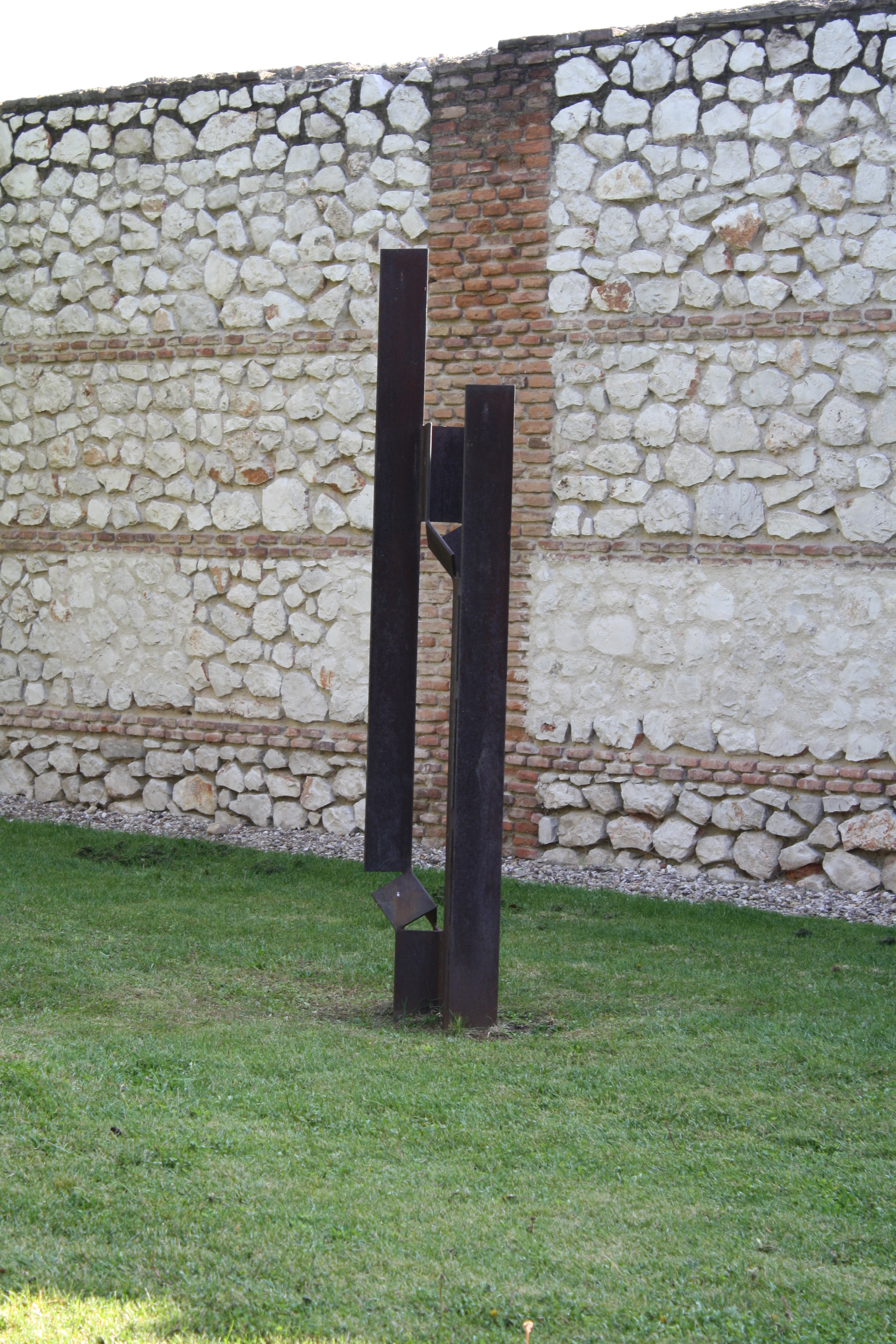
Sculpteur : Camín